# Апатеу (коммуна)
Апатеу (рум. Apateu) — коммуна, расположенная в жудеце Арад, в западной части Румынии на границе с Венгрией (414 км от Бухареста). Находится в северной части жудеца Арад, на Кришурилорском плато. Коммуна состоит из трёх деревень: Апатеу (71 км от Арада), Берекиу и Моциори.

## Климат
Климат влажный умеренный. Холодная зима и жаркое лето.

## Население
По оценке на 2009 год, в коммуне проживают 3620 человек.

## Экономика
Экономика преимущественно аграрная, однако с недавнего времени развивается мелкая промышленность.